# København A-Raeken 1892-1893
La København A-Raeken 1892-1893 è stata la 4ª edizione della massima serie del campionato danese di calcio, disputata tra il novembre 1892 e il marzo 1893 e conclusa con la vittoria dell'Akademisk Boldklub, al suo secondo titolo.
Il capocannoniere di questa edizione del torneo fu Peter Nielsen, della squadra Akademisk Boldklub, con 10 gol.

## Stagione

### Novità
Anche a questa stagione parteciparono 5 squadre, anche se in questa edizione non partecipò il Melchioraner BK Copenaghen, il cui posto venne rimpiazzato dalla debuttante Ven Copenaghen.
Per evitare problemi nell'assegnazione del titolo, come nella stagione precedente, venne introdotto un girone di ritorno.

### Formula
Le regole rimasero le stesse delle scorse edizioni, ma con l'inserimento di un girone di ritorno per tutte le squadre.

### Avvenimenti
La competizione venne vinta per la seconda volta dall'Akademisk BK, seguito dal Kjøbenhavns Boldklub. Al terzo posto in classifica c'è il Boldklubben Frem, al quarto la debuttante Ven Copenaghen e all'ultimo posto l'Østerbros BK Copenaghen, che a fine stagione venne sciolto.

### Avvenimenti alla fine della stagione
Anche il Melchioraner BK Copenaghen (che non partecipò a questa edizione) nel 1893 venne sciolto, perché proprio questi due club si fusero nel Boldklubben af 1893, che invece subito venne chiamato B 1893.

## Squadre partecipanti
| Club                    | Stagione | Città      | Stadio   | Stagione precedente |
| ----------------------- | -------- | ---------- | -------- | ------------------- |
| Kjøbenhavns Boldklub    | dettagli | Copenaghen | ???????? | 1º posto            |
| Akademisk Boldklub      | dettagli | Copenaghen | ???????? | 1º posto            |
| Østerbros BK Copenaghen | dettagli | Copenaghen | ???????? | 1º posto            |
| Ven Copenaghen          | dettagli | Copenaghen | ???????? | Debuttante          |
| Boldklubben Frem        | dettagli | Copenaghen | ???????? | 4º posto            |

## Classifica
| Pos. | Squadra        | G | V | N | P | GF | GS | DR  |
| ---- | -------------- | - | - | - | - | -- | -- | --- |
| 1.   | AB             | 8 | 8 | 0 | 0 | 30 | 4  | +26 |
| 2.   | KB             | 8 | 6 | 0 | 2 | 32 | 4  | +28 |
| 3.   | Frem           | 8 | 4 | 0 | 4 | 18 | 13 | +5  |
| 4.   | Ven Copenaghen | 8 | 1 | 0 | 7 | 4  | 60 | -56 |
| 5.   | ØB             | 8 | 1 | 0 | 7 | 10 | 13 | -3  |

Fonti

## Verdetti
L'Akademisk Boldklub vince il titolo di Campione di Danimarca 1892-1893

### Squadra campione
| Formazione tipo (2-3-5)                                                                                     | Giocatori (ruolo)                        |
| --- | ---------------------------------------- |
| Steenberg Diemer Forchhammer III Christensen Funch Tornøe Rasmussen Nielsen Gadegaard Forchhammer II Lassen | Erik Jens Christian Steenberg (portiere) |
| Steenberg Diemer Forchhammer III Christensen Funch Tornøe Rasmussen Nielsen Gadegaard Forchhammer II Lassen | Asmus Diemer (terzino destro)            |
| Steenberg Diemer Forchhammer III Christensen Funch Tornøe Rasmussen Nielsen Gadegaard Forchhammer II Lassen | Jørgen Forchhammer (terzino sinistro)    |
| Steenberg Diemer Forchhammer III Christensen Funch Tornøe Rasmussen Nielsen Gadegaard Forchhammer II Lassen | C. Christensen (centro mediano)          |
| Steenberg Diemer Forchhammer III Christensen Funch Tornøe Rasmussen Nielsen Gadegaard Forchhammer II Lassen | Frederik Funch (mediano sinistro)        |
| Steenberg Diemer Forchhammer III Christensen Funch Tornøe Rasmussen Nielsen Gadegaard Forchhammer II Lassen | Johannes Tornøe (mediano destro)         |
| Steenberg Diemer Forchhammer III Christensen Funch Tornøe Rasmussen Nielsen Gadegaard Forchhammer II Lassen | Peter Rasmussen (ala destra)             |
| Steenberg Diemer Forchhammer III Christensen Funch Tornøe Rasmussen Nielsen Gadegaard Forchhammer II Lassen | Peter Nielsen (ala sinistra)             |
| Steenberg Diemer Forchhammer III Christensen Funch Tornøe Rasmussen Nielsen Gadegaard Forchhammer II Lassen | Karl Gadegaard (mezzala destra)          |
| Steenberg Diemer Forchhammer III Christensen Funch Tornøe Rasmussen Nielsen Gadegaard Forchhammer II Lassen | Johannes Forchhammer (mezzala sinistra)  |
| Steenberg Diemer Forchhammer III Christensen Funch Tornøe Rasmussen Nielsen Gadegaard Forchhammer II Lassen | F. L. Lassen (centro attacco)            |
| Altri giocatori: H. C. Hansen, Julius Wulff, Edmond Andersen, Holger Forchhammer (allenatore), V. Ellermann |                                          |

Fonte

## Statistiche

### Squadre
- Maggior numero di vittorie:  AB (8 vittorie)
- Minor numero di vittorie: Ven Copenaghen e Østerbros BK Copenaghen (1 vittoria)
- Miglior attacco:  KB (32 gol fatti)
- Miglior difesa:  KB e  AB (4 gol subiti)
- Miglior differenza reti: KB (+28)
- Maggior numero di sconfitte: ØB e Ven Copenaghen (7 sconfitte)
- Minor numero di sconfitte:  AB (0 sconfitte)
- Peggior attacco: Ven Copenaghen (4 gol fatti)
- Peggior difesa: Ven Copenaghen (60 gol subiti)
- Peggior differenza reti: Ven Copenaghen (-56)